# علي سلامة (ملاكم)
علي سلامة (من مواليد 7 مارس 1982 في الكويت ) هو مسؤول رياضي أردني، والأمين التنفيذي لاتحاد الملاكمة في الإمارات العربية المتحدة  والأمين العام الحالي للاتحاد الآسيوي للملاكمة (ASBC).  

## المسار المهني
وُلِد علي سلامة في 7 مارس 1982 في مدينة الكويت. درس وتخرج من الجامعة الهاشمية عام 2005 بدرجة البكالوريوس في تأهيل الإصابات الرياضية. بدأ العمل عام 2005 مع الاتحاد الأردني لكرة القدم، ثم انتقل إلى الاتحاد الأردني للملاكمة عام 2009، حيث عمل كمدير تنفيذي ثم أمين عام اتحاد الملاكمة الأردني.  في عام 2011، أصبح مسؤول فني دولي معتمد لدى الاتحاد الدولي للملاكمة. 
عام 2014 أصبح سلامة المدير التنفيذي لاتحاد الإمارات للملاكمة.

## الاتحاد الاسيوي
عام 2019، تم تعيينه أمينًا عام الاتحاد الآسيوي للملاكمة .   